# Ohligser Terrassenriedel
Die Ohligser Terrassenriedel sind eine naturräumliche Einheit mit der Nummer 338.01 und gehören zu der übergeordneten naturräumlichen Haupteinheit 338.0 (Mittelbergische Hochflächen). Sie umfassen laut dem Handbuch der naturräumlichen Gliederung Deutschlands das westliche Solinger Stadtgebiet 
mit den Ortsteilen Höhscheid, Aufderhöhe, Wald und Ohligs, sowie den Haaner Ortskern.
Die Ohligser Terrassenriedel sind Teil der höher gelegenen altdiluvialen Rheinterrassen. Langgestreckte, von Ost nach West laufende Riedel sind durch die tief eingeschnittenen Bachtäler von Itter, Lochbach, Viehbach, Nacker Bach, Höhscheider Bach, Weinsberger Bach und Pilghauser Bach voneinander getrennt. Das Gelände steigt von 100 m im Westen auf 200 m im Osten an. Dort schließt sich mit einer steilen Stufe der Solinger Höhenrücken (Ordnungsnummer 338.02) an. Im Westen trennt eine weitere deutlich wahrnehmbare Stufe die Terrassenriedel von den zur Rheinschiene orientierten Sandgebieten der Hildener Mittelterrassen (Ordnungsnummer 550.12). Im Süden trennt das Untere Wuppertal (Ordnungsnummer 338.04) die Terrassenriedel von den Burscheider Lößterrassen (Ordnungsnummer 338.00). Im Norden liegen die Mettmanner Lößterrassen (Ordnungsnummer 3371.00).
Insbesondere im Westen sind die nahezu waldlosen Terrassenflächen mit Löß bedeckt. Das an den steilen Hängen anstehende devonische Grundgebirge besteht aus Grauwacken, Schiefern und Sandsteinen. An den Terrassenvorsprüngen haben sich größere Mengen von Schottern angesammelt.